# Aglossodes
Aglossodes é um gênero de mariposa pertencente à família Crambidae.